# Соната для фортепіано № 22 (Бетховен)
Соната для фортепіано № 22 фа мажор, опус 54 — музичний твір Лювіга ван Бетховена для фортепіано, написаний ним у 1803–1804 рр. і опублікований через два роки потому. 
Не містить посвяти. Належить до найменш популярних сонат композитора.
Композиційно складається з двох частин: «In tempo d'un Menuetto» та «Allegretto».

## Критика
Вільгельм Ленц вважає твір «дивним» і «безформним», бачачи в ньому ознаки третього періоду творчості Бетховена. Інші дослідники, такі як Ромен Роллан і Борис Асаф'єв, також не знаходять особливих музичних достоїнств сонати, яку нині вважають швидше якоюсь чернеткою, або відпрацюванням композитором своєї технічної майстерності, аніж повноцінним музичним твором.